# Barbara Mikołajewska
Barbara Mikołajewska (ur. w grudniu 1947 r. w Polsce, od 1990 roku zamieszkała w USA) – socjolożka, tłumaczka, pisarka.

## Życiorys
Studiowała w Instytucie Socjologii Wydziału Filozoficznego na Uniwersytecie Warszawskim, broniąc swej pracy doktorskiej napisanej pod opieką profesora Stefana Nowaka w 1979 roku. W latach 1970–1972 pracownik naukowy Politechniki Warszawskiej; w latach 1972-2002 pracownik naukowy Uniwersytetu Warszawskiego. Jej wcześniejsze prace dotyczą zagadnień grup etnicznych i mikrosocjologii, podczas gdy późniejsze poświęcone są głównie girardowskiej interpretacji starożytnych hinduskich i japońskich tekstów religijnych. Jest tłumaczką książki René Girarda Szekspir: teatr zazdrości (ISBN 83-86989-08-4) oraz autorką książek z serii The Live Art Series jak i publikowanych w wersji elektronicznej fotoreportaży. Czerpiąc inspirację z prac René Girarda i korzystając z tłumaczeń w językach zachodnich podjęła próbę oryginalnej polskiej adaptacji najdłuższego eposu świata, którym jest hinduska Mahabharata mająca 18 ksiąg napisanych oryginalnie w sanskrycie (ponad 5000 stron tekstu).

## Publikacje
Socjologia:
- Socjologia małych grup, (1985), ISBN 83-230-0425-0
- Nazwy etniczne jako czynnik dystansu etnicznego, IPSiR Uniwersytet Warszawski, 1987
- Zjawisko wspólnoty, (1989,1999), ISBN 0-9659529-2-4
- Kim są Żydzi?, IPSiR Uniwersytet Warszawski, 1989

Girardowska interpretacja tekstów religijnych:
- Desire Came upon that One in the Beginning ...: Creation Hymns of the Rig Veda, (1997, 1999, 2003), ISBN 0-9659529-1-6
- “Good” Violence versus “Bad”: A Girardian Analysis of King Janamejaya’s Snake Sacrifice (współpraca F.E.J. Linton) (2004), ISBN 1-929865-29-5
- Victimage in the Kojiki of Japan, (współpraca z F.E.J. Linton),TLVP, wydanie I internetowe, 2005
- Bogini uwięziona w lustrze, (współpraca z F.E.J. Linton), TLVP, wydanie I internetowe, 2005

Mahabharata po polsku
- Mahabharata, księga I - Adi Parva i księga II - Sabha Parva, tom I, TLVP, 2007, ISBN 1-929865-34-1
- Mahabharata, księga III - Vana Parva, tom II, TLVP, 2007, ISBN 1-929865-35-X
- Mahabharata, księga IV - Virata Parva i księga V - Udyoga Parva, tom III, TLVP, 2008, ISBN 1-929865-36-8
- Mahabharata, księga VI - Bhiszma Parva i księga VII - Drona Parva, tom IV, TLVP, 2010, ISBN 1-929865-37-6
- Mahabharata, księgi VIII - XI - Karna Parva, Śalja Parva, Sauptika Parva, Stree Parva, tom V, TLVP, 2011, ISBN 1-929865-38-4
- Mahabharata, księga XII, część 1 - Santi Parva, tom VI, TLVP, 2012, ISBN 1-929865-39-2
- Mahabharata, księga XII, część 2 i 3 - Santi Parva: Moksza dharma Parva, tom VII, TLVP, 2015, ISBN 1-929865-40-6

Inne
- The Live Art Series (photoessays) (2000-2004)
- Fotoreportaże (2005-2006)